# Calvin Goldspink
Calvin Goldspink (Great Yarmouth, 24 gennaio 1989) è un attore inglese.

## Biografia
All'età di 12 anni, partecipa alle audizioni per cantare assieme al famoso gruppo degli S Club 8. Viene scelto assieme ad altri 7 giovani promesse tra 12.000 partecipanti in diretta sulla BBC, la band che si viene a creare, doveva un primo momento essere soltanto al fianco degli S Club 7 nel loro Carnival Tour, ma dopo l'incredibile successo dimostrato dal pubblico, si formarono gli "S Club Juniors" che raggiunsero subito il top delle classifiche britanniche con il primo singolo "One Step Closer" con il quale raggiunsero il secondo posto nella UK chart.
Dal 2002 sino al 2003, gli S Club Juniors, raggiunsero il top delle classifiche britanniche con i singoli "Automatic High", "New Direction", "Puppy Love" e l'album "Together".
Nel 2003 si scioglie al termine del loro tour il gruppo S Club 7, e quindi gli S Club Junior cambiano il loro nome in S Club 8(ma anche perché ormai erano cresciuti per potersi chiamare "Junior").
Gli S Club 8, nel 2003, pubblicano i singoli "Fool No More", "Sundown", "Don't Tell Me You're Sorry" e l'album Sundown, nel quale Calvin è voce principale nella canzone "Drawn To You". Quest'ultimo album ha raggiunto il 13º posto delle classifiche britanniche.
Nel 2004, Calvin assieme agli altri componenti della band, viene chiamato per recitare nel Telefilm/Musical I Dream (in Francia chiamato D.R.E.A.M ), che viene girato in Spagna a Malaga, dove Calvin trascorrerà ben 3 mesi per le riprese.
Nel 2005 il gruppo si scoglie e ognuno decide di seguire la propria strada ma senza perdere i contatti tra di loro.
Nel 2006 Calvin accetta la parte di Oliver Banks nella serie televisiva L'Africa nel cuore, versione statunitense del telefilm inglese Cuore d'Africa.
Nel 2011 è attore nel film per la televisione William & Kate - Una favola moderna.

## Filmografia

### Televisione
- I Dream – serie  TV, 13 episodi (2004)
- L'Africa nel cuore – serie TV, 13 episodi (2007)
- William & Kate - Una favola moderna (William & Kate: The Movie), regia di Mark Rosman – film TV (2011)